# Nationalkommunism
Nationalkommunism är en term som beskriver olika former där Marxism-Leninism och socialism har antagits och/eller genomförts av ledare i olika länder med hjälp av aspekter av nationalism eller nationell identitet för att bilda en politik oberoende av kommunistisk internationalism. Nationell kommunism har använts för att beskriva rörelser och regeringar som har försökt bilda en tydligt unik variant av kommunism baserad på distinkta nationella egenskaper och omständigheter, snarare än att följa politik som fastställts av andra socialistiska stater, såsom Sovjetunionen.